# Macedonië op het Eurovisiesongfestival 2015

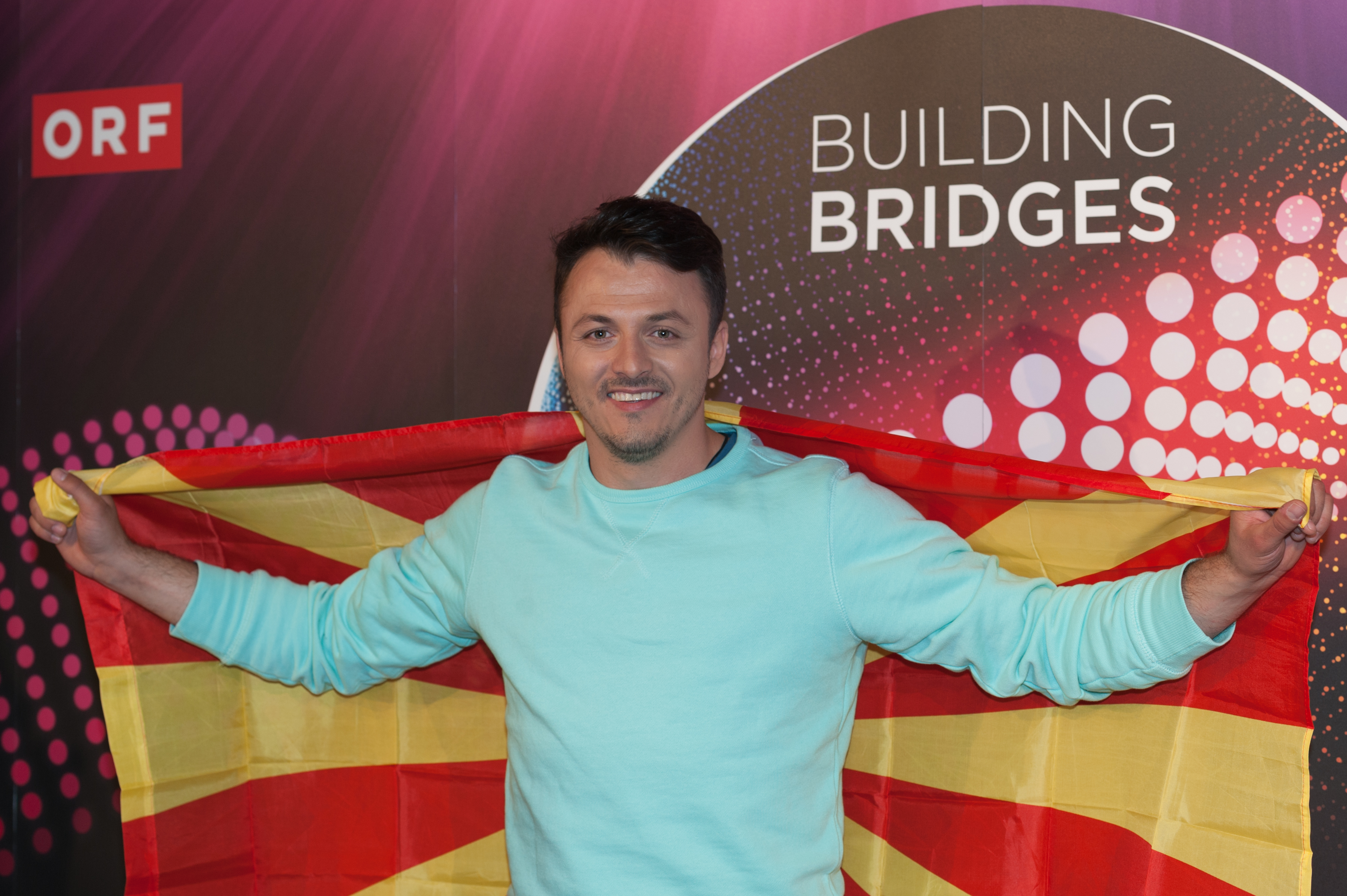
Danijel Kajmakoski in Wenen

Macedonië nam deel aan het Eurovisiesongfestival 2015 in Wenen, Oostenrijk. Het was de 15de deelname van het land op het Eurovisiesongfestival. MRT was verantwoordelijk voor de Macedonische bijdrage voor de editie van 2015.

## Selectieprocedure
Door de tegenvallende Macedonische resultaten en de precaire financiële situatie van MRT, overwoog de Macedonische openbare omroep zich terug te trekken uit het Eurovisiesongfestival. MRT hield een poll op z'n website, het publiek vragende of Macedonië nog langer moest deelnemen aan het Europese liedjesfestijn. Een meerderheid van de stemmers koos voor terugtrekking. Desalniettemin kondigde MRT op 15 juli aan toch te zullen deelnemen aan de zestigste editie van het Eurovisiesongfestival, en dat de nationale selectie zou gebeuren via Skopje Fest 2014.
Geïnteresseerden kregen tot 31 juli de tijd om zich in te schrijven voor de nationale finale. Uiteindelijk ontving MRT 180 nummers. Daarnaast nodigde men enkele gerenommeerde componisten uit om rechtstreeks deel te nemen aan Skopje Fest. Op 26 september werden de twintig deelnemende acts vrijgegeven. Onder de deelnemers waren onder meer Tamara Todevska (Macedonië 2008) en Vlatko Ilievski (Macedonië 2011).
Skopje Fest 2014 werd op 12 november gehouden in de Metropolis Arena in de Macedonische hoofdstad. Presentator van dienst was Vasil Zafircev. Tijdens Skopje Fest werden de punten voor de helft verdeeld door vakjury's en voor de rest door het grote publiek via televoting. MRT nodigde de nationale omroepen van zeven landen uit om vijfkoppige vakjury's samen te stellen die punten mochten uitdelen aan hun favoriete acts. Deze punten werden vervolgens allemaal opgeteld, om samen de definitieve puntenverdeling van de vakjury's te bepalen. Deze zeven landen waren Azerbeidzjan, Bulgarije, Kroatië, Nederland, Oostenrijk, Roemenië en Turkije. Aan het einde van de puntentelling stond Danijel Kajmakoski bovenaan, waardoor hij met zijn nummer Lisja esenski Macedonië mocht vertegenwoordigen op het Eurovisiesongfestival 2015. Voor Wenen werd het nummer wel vertaald in het Engels. De nieuwe titel werd Autumn leaves

## Skopje Fest 2014
12 november 2014
| Plaats | Artiest                                 | Lied              | Jury | Publiek | Totaal |
| ------ | --------------------------------------- | ----------------- | ---- | ------- | ------ |
| 1      | Danijel Kajmakoski                      | Lisja esenski     | 10   | 12      | 22     |
| 2      | Tamara Todevska                         | Brod što tone     | 12   | 8       | 20     |
| 3      | Evgenija Čančalova                      | Da ne te sakam    | 8    | 10      | 18     |
| 4      | Aleksandar Tarabunov & Toni Mihajlovski | Marija            | 4    | 4       | 8      |
| 5      | Dimitar Andonovski                      | Se što ti vetiv   | 2    | 6       | 8      |
| 6      | Nade Talevska                           | Znam              | 7    | 0       | 7      |
| 7      | Viktorija Loba                          | Edna edinstvena   | 0    | 7       | 7      |
| 8      | Sanja Gjoševska                         | Sakam da letam    | 6    | 0       | 6      |
| 9      | Aleksandra Janeva                       | Vo tvojot svet    | 3    | 3       | 6      |
| 10     | Tanja Carovska                          | Ako mi se vratiš  | 5    | 0       | 5      |
| 11     | Joce Panov                              | Ni lj od ljubovta | 0    | 5       | 5      |
| 12     | Nina Janeva                             | Bluz za...        | 1    | 1       | 2      |
| 13     | Miyatta                                 | Zaljuben          | 0    | 2       | 2      |
| 14     | Vera Janković                           | Se plašam         | 0    | 0       | 0      |
| 14     | Lidija Kočovska & Marijan Stojanovski   | Sonce niz oblaci  | 0    | 0       | 0      |
| 14     | Aleksandra Mihova                       | Srce čuva spomeni | 0    | 0       | 0      |
| 14     | Goran Naumovski & Sanja Kerkez          | Mig bez tebe      | 0    | 0       | 0      |
| 14     | Verica Pandilovska                      | Samo za tebe      | 0    | 0       | 0      |
| 14     | Risto Samardžiev & Vlatko Ilievski      | Sever-Jug         | 0    | 0       | 0      |
| 14     | Lena Zatkoska                           | Alo               | 0    | 0       | 0      |

## In Wenen
Macedonië trad in Wenen in de eerste halve finale op dinsdag 19 mei aan. Danijel Kajmakoski trad als achtste van de zestien landen aan, na Elina Born & Stig Rästa uit Estland en voor Bojana Stamenov uit Servië. Macedonië eindigde als vijftiende met 28 punten, waarmee het uitgeschakeld werd.
1998 · 1999 · 2000 · 2001 · 2002 · 2003 · 2004 · 2005 · 2006 · 2007 · 2008 · 2009 · 2010 · 2011 · 2012 · 2013 · 2014 · 2015 · 2016 · 2017 · 2018 · 2019 · 2020 · 2021 · 2022 · 2023-2025
Albanië · Armenië · Australië · Azerbeidzjan · België · Cyprus · Denemarken · Duitsland · Estland · Finland · Frankrijk · Georgië · Griekenland · Hongarije · Ierland · IJsland · Israël · Italië · Letland · Litouwen · Macedonië · Malta · Moldavië · Montenegro · Nederland · Noorwegen · Oostenrijk · Polen · Portugal · Roemenië · Rusland · San Marino · Servië · Slovenië · Spanje · Tsjechië · Verenigd Koninkrijk · Wit-Rusland · Zweden · Zwitserland